# Ambassade de Syrie en France
L'ambassade de Syrie en France est la représentation diplomatique de la République arabe syrienne auprès de la République française. Elle est située au 20 rue Vaneau, dans le 7e arrondissement de Paris, la capitale du pays.

## Histoire
L'ambassade de Syrie est située à son emplacement actuel depuis 1980 ; auparavant elle était située dans une villa du 22 boulevard Suchet, qui abrite aujourd'hui l'ambassade de Monaco. Ce déménagement, qui était prévu depuis plusieurs années, a cependant été précipité par un attentat contre l'ambassade en date du 29 janvier 1980 : ravageant le rez-de-chaussée du bâtiment, il fait un mort et huit blessés.
Son dernier ambassadeur, également déléguée permanente de la Syrie auprès de l'UNESCO, est Lamia Chakkour. Elle a été déclarée, ainsi que deux autres responsables de l'ambassade, persona non grata le 29 mai 2012, à la suite d'une décision du ministère des Affaires étrangères français, motivée par le massacre de Houla, mais les relations diplomatiques ne sont pas rompues. L'ambassadrice demeure en place, en raison de sa fonction de représentation auprès de l'UNESCO,.
Le 17 novembre 2012, le président de la République, François Hollande, annonce que la France va accueillir à Paris un « ambassadeur » issu de la Coalition de l'opposition syrienne, un diplomate parfaitement francophone, Monzir Makhous. Il remplit la fonction de délégué à Paris de la Coalition nationale syrienne.

## Ambassadeurs de Syrie en France
Les ambassadeurs de Syrie en France ont été successivement :

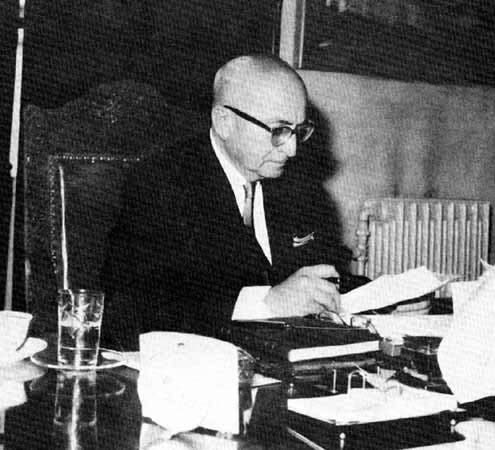
Khalid al-Azm a représenté la Syrie en France en 1947 et 1948, avant de devenir Premier ministre de la Syrie.

| Date de nomination | Date de nomination | Date de remise des lettres de créance | Date de remise des lettres de créance | Ambassadeur               |
| ------------------ | ------------------ | ------------------------------------- | ------------------------------------- | ------------------------- |
| ?                  |                    | 10 mars 1945                          | [ JORF 1 ]                            | Adnan Atassi              |
| ?                  |                    | 17 juin 1947                          | [ JORF 2 ]                            | Khalid al-Azm             |
| ?                  |                    | 22 mars 1949                          |                                       | Adnan Atassi              |
| ?                  |                    | 29 avril 1955                         | [ JORF 3 ]                            | Assaad Said Mahassen (de) |
| ?                  |                    | 11 juillet 1964                       | [ JORF 4 ]                            | Sami Jundi                |
| ?                  |                    | 1er août 1969                         | [ JORF 5 ]                            | Kamel Hussein             |
| ?                  |                    | 30 septembre 1971                     | [ JORF 6 ]                            | Ahmed Abdul Karim         |
| ?                  |                    | 16 février 1978                       | [ JORF 7 ]                            | Youssef Chakoar           |
| ?                  |                    | 3 avril 1987                          | [ JORF 8 ]                            | Honein Hatem              |
| ?                  |                    | 17 octobre 1996                       | [ JORF 9 ]                            | Elias Najmeh              |
| ?                  |                    | 9 octobre 2002                        | [ JORF 10 ]                           | Siba Nasser               |
| ?                  |                    | 26 janvier 2009                       | [ JORF 11 ]                           | Lamia Chakkour            |

## Consulats
La France accueille également deux consulats honoraires syriens, :
- à Marseille (Bouches-du-Rhône), au 27 rue Paradis ;
- à Pointe-à-Pitre (Guadeloupe), ZAC de Sergent (Le Moule).

## Manifestations

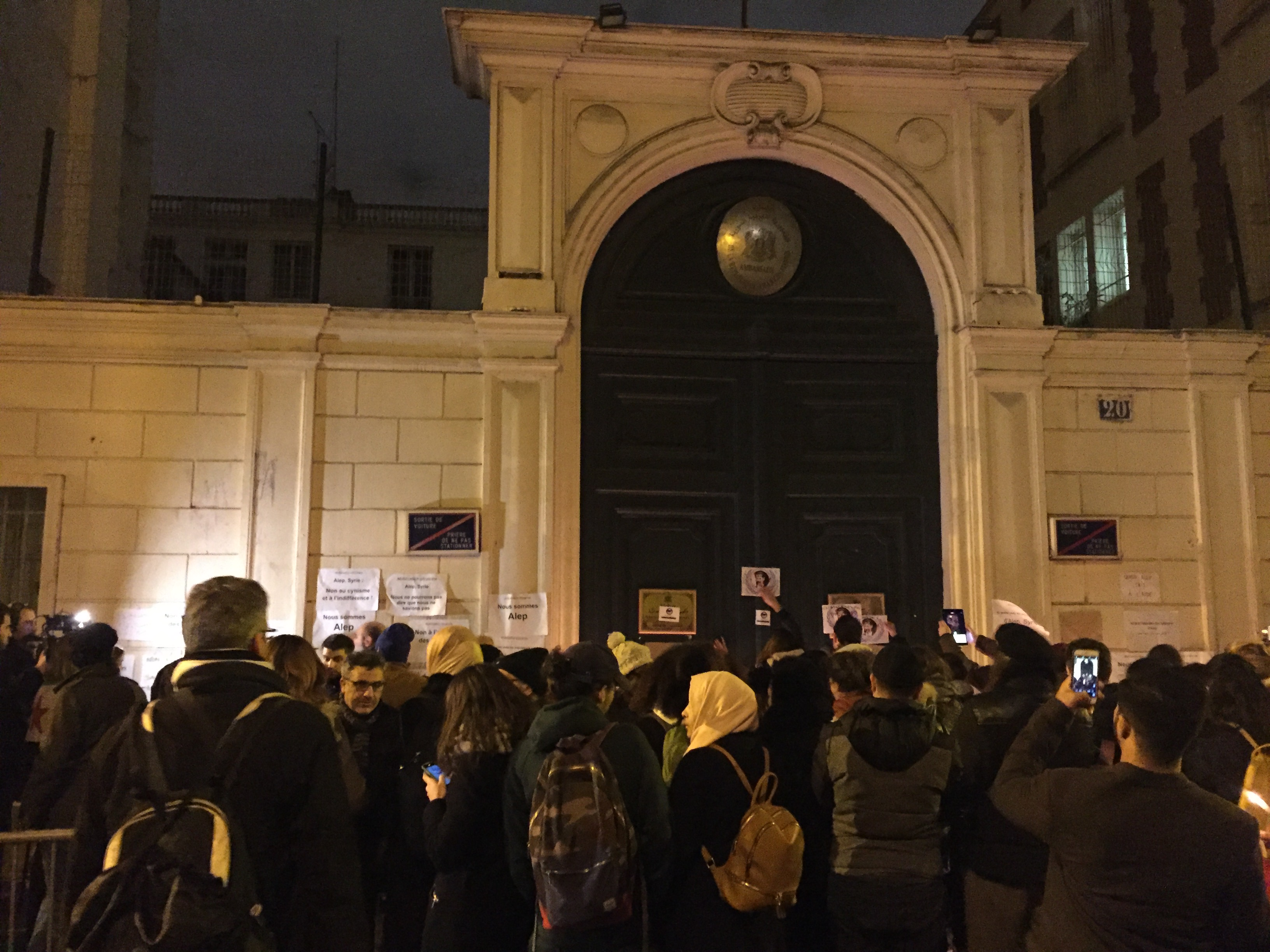
Manifestation le 15 décembre 2016.
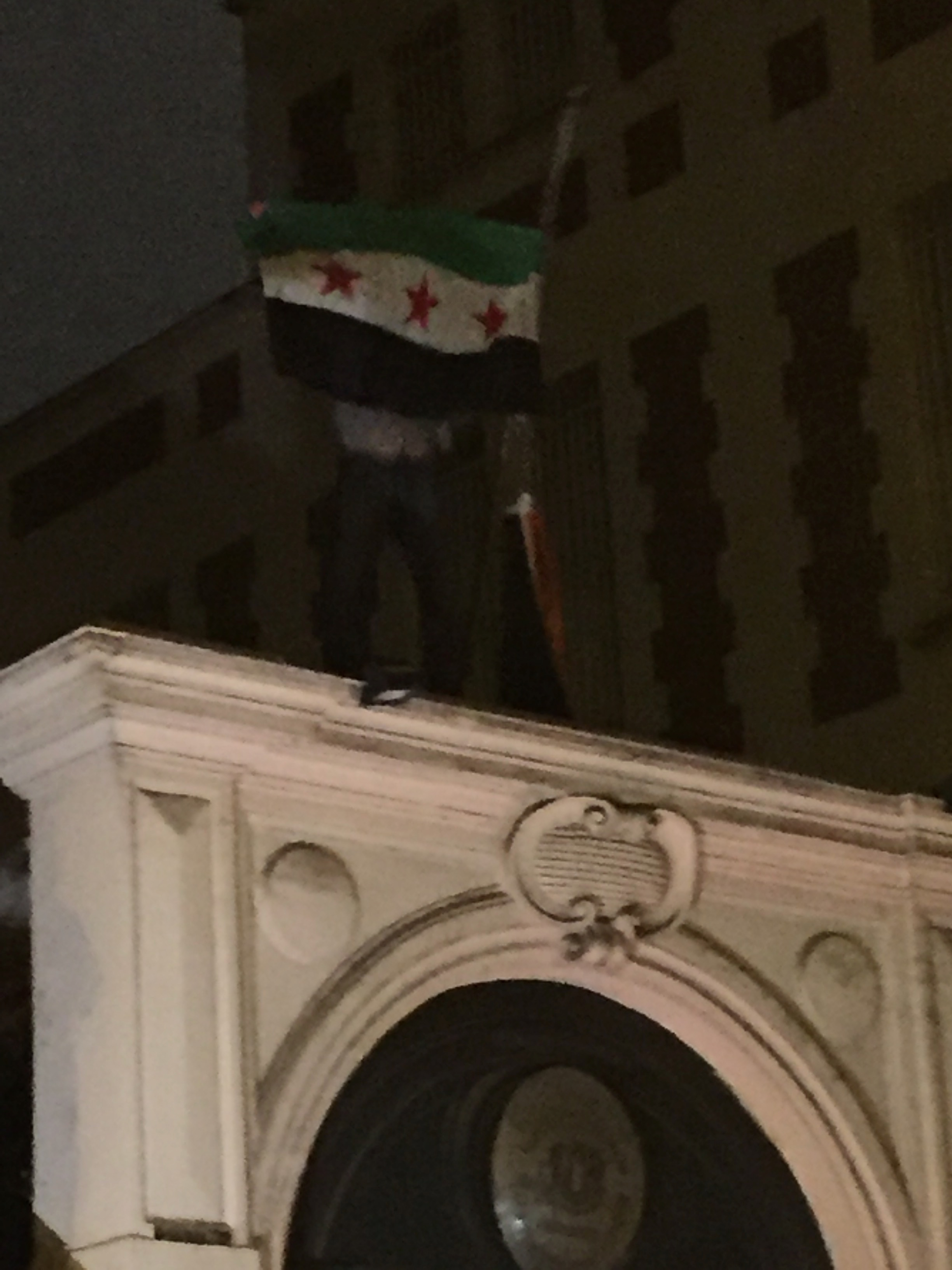
Drapeau de la révolution syrienne hissé par les manifestants le 15 décembre 2016.
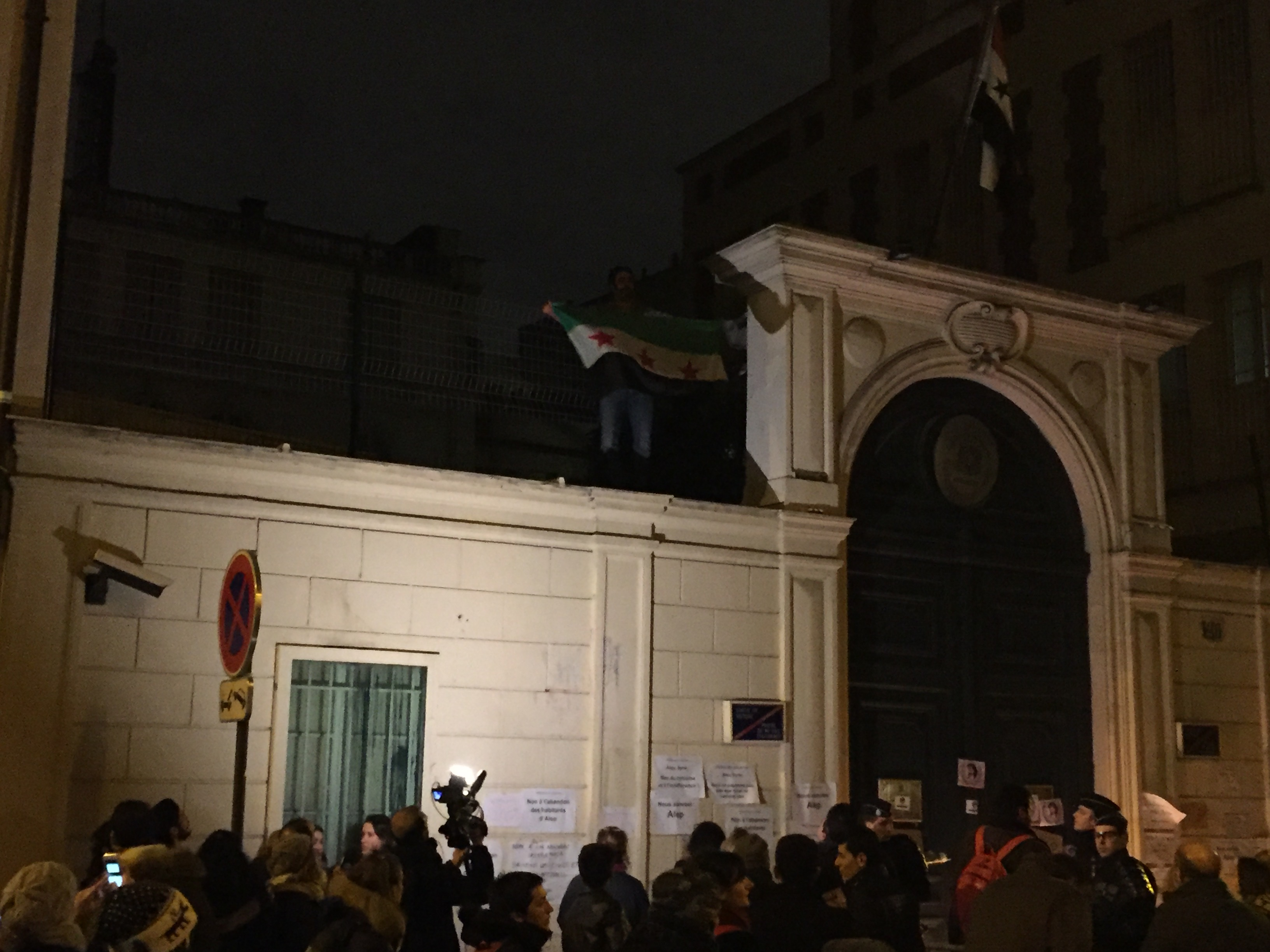
Manifestation le 15 décembre 2016.
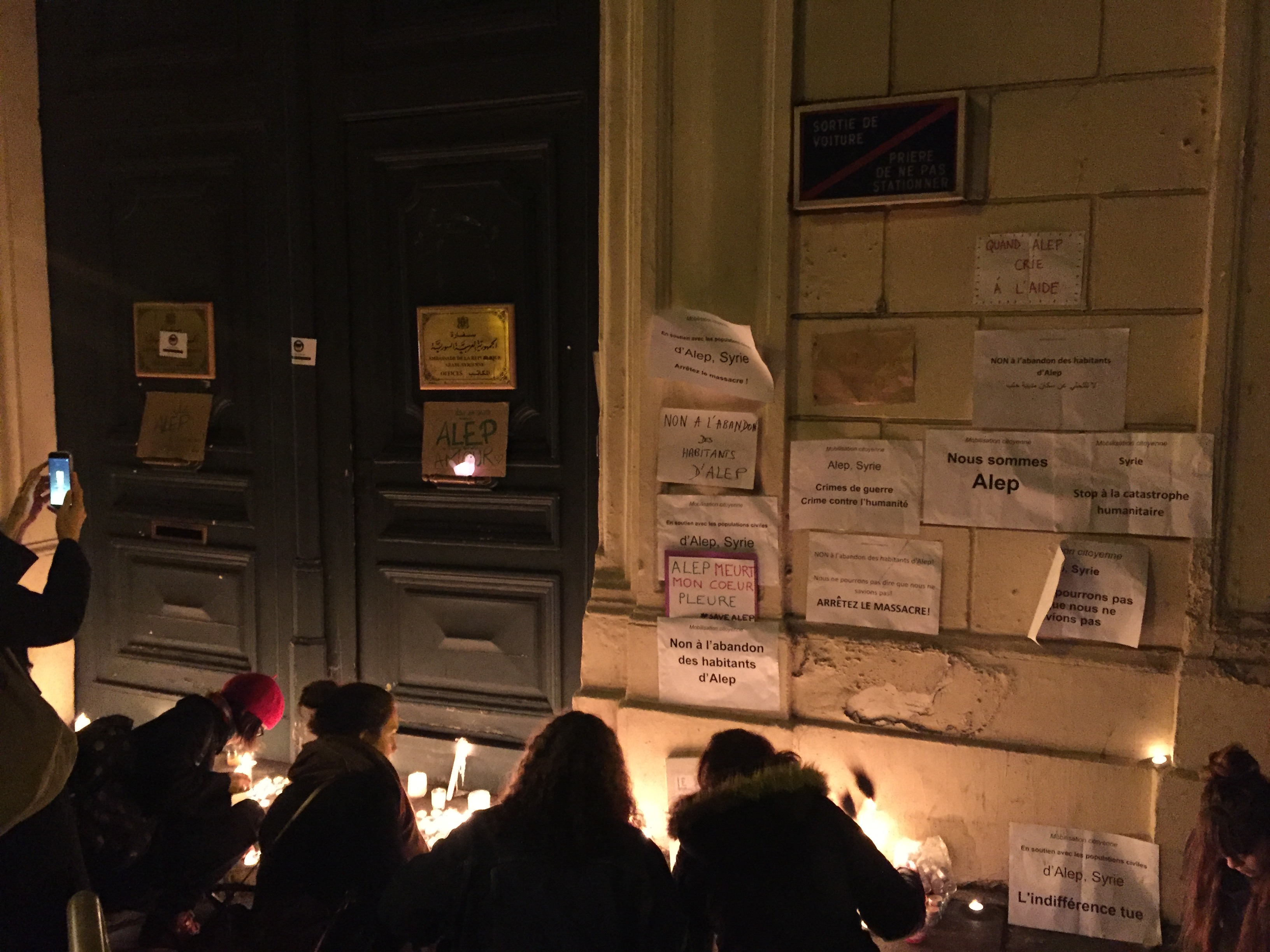
Manifestation le 15 décembre 2016.
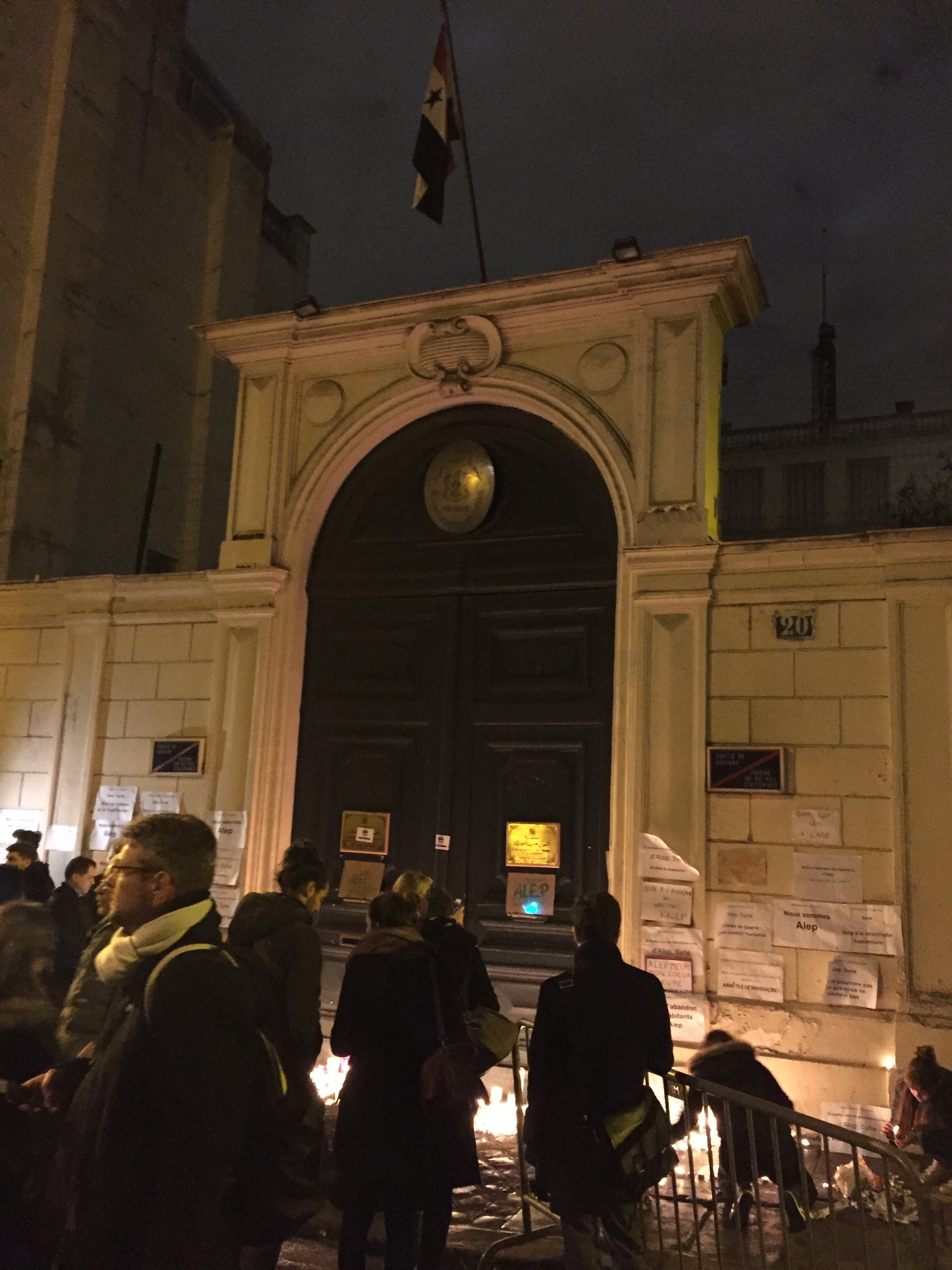
Manifestation le 15 décembre 2016.
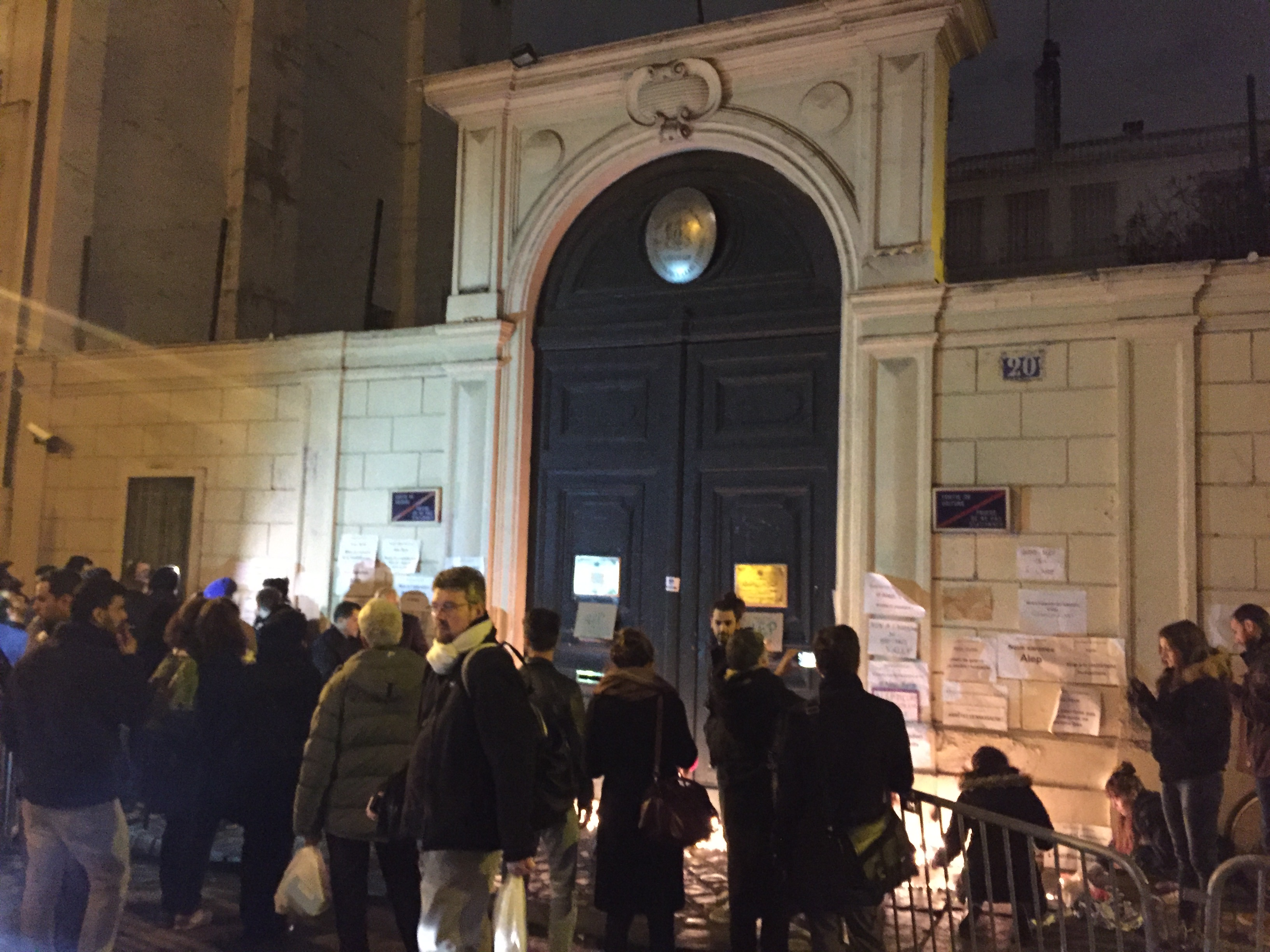
Manifestation le 15 décembre 2016.